# James Muspratt

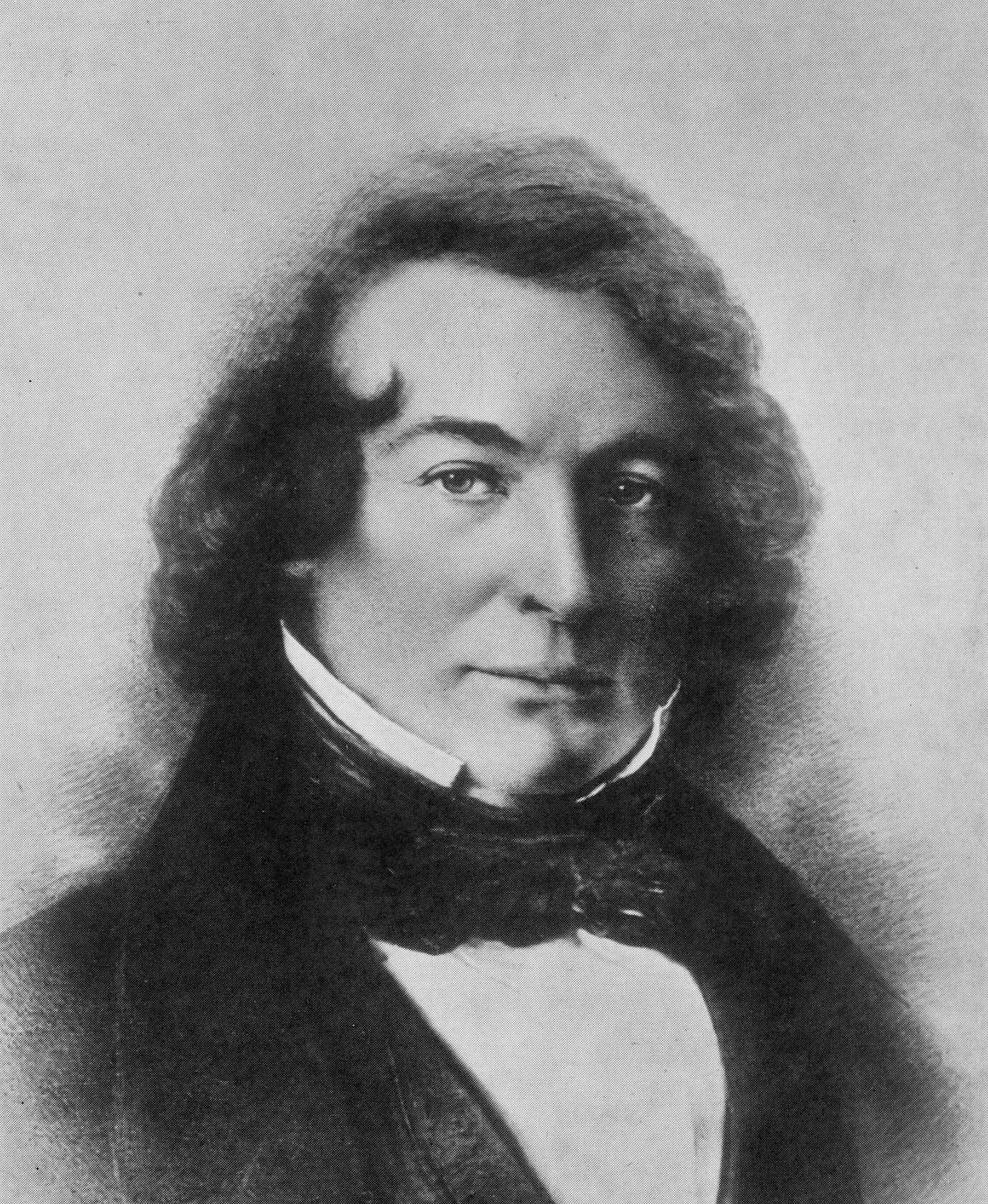
James Muspratt

James Muspratt (ur. 12 sierpnia 1793 w Dublinie, zm. 4 maja 1886 w Seaforth Hall koło Liverpoolu) – chemik angielski. Udoskonalił metody wytwarzania sody. Zajmował się także produkcją kwasu siarkowego i żelazocyjanku potasu. Jego syn, James Sheridan Muspratt, również był znanym chemikiem.